# Форум председателей законодательных органов стран Центральной Америки, Карибского бассейна и Мексики
Форум председателей законодательных органов стран Центральной Америки, Карибского бассейна и Мексики (FOPREL, исп. Foro de Presidentes y Presidentas de Poderes Legislativos de Centroamérica, la Cuenca del Caribe y México) — региональная организация, объединяющая руководителей законодательных органов стран Центральной Америки, Карибского бассейна и Мексики с целью укрепления парламентского сотрудничества и координации законодательных инициатив.

## История и цели
FOPREL был создан в 1994 году как механизм межпарламентского взаимодействия для обсуждения и решения региональных вопросов, касающихся социального, экономического, политического и экологического развития. Организация способствует гармонизации законодательства, обмену опытом и укреплению демократических институтов в регионе. Основными целями FOPREL являются: усиление координации между законодательными органами стран-участниц, разработка и продвижение законодательных инициатив, направленных на устойчивое развитие региона, обмен опытом в области парламентаризма и законодательного регулирования, укрепление демократии, прав человека и верховенства закона.

## Структура и деятельность
FOPREL сотрудничает с международными организациями, такими как Организация Объединенных Наций, Организация американских государств и другими институтами, заинтересованными в развитии региона. FOPREL включает в себя председателей национальных парламентов стран-участниц. Организация функционирует на основе ротационного председательства, и решения принимаются на регулярных встречах и пленарных заседаниях. В рамках форума действуют специализированные комиссии, занимающиеся вопросами: экономики и торговли, социального развития и здравоохранения, окружающей среды и изменения климата, безопасности и правопорядка. 
В 2011 - 2015 годах в организации председательствовал Сальвадор. С 2025 года Гондурас является председателем организации.

## Страны-участницы
В состав FOPREL входят законодательные органы следующих стран:
- Белиз
- Гватемала
- Гондурас[14]
- Доминиканская Республика
- Коста-Рика
- Мексика
- Никарагуа
- Панама
- Сальвадор

## Инициативы
За время своего существования FOPREL инициировал ряд важных законодательных проектов, направленных на борьбу с организованной преступностью, защиту прав человека, продвижение гендерного равенства и развитие устойчивой энергетики.